# Volkswagen Typ 3
Volkswagen Typ 3 — автомобіль виробництва компанії Volkswagen доступний в кузовах седан, хетчбек і універсал.

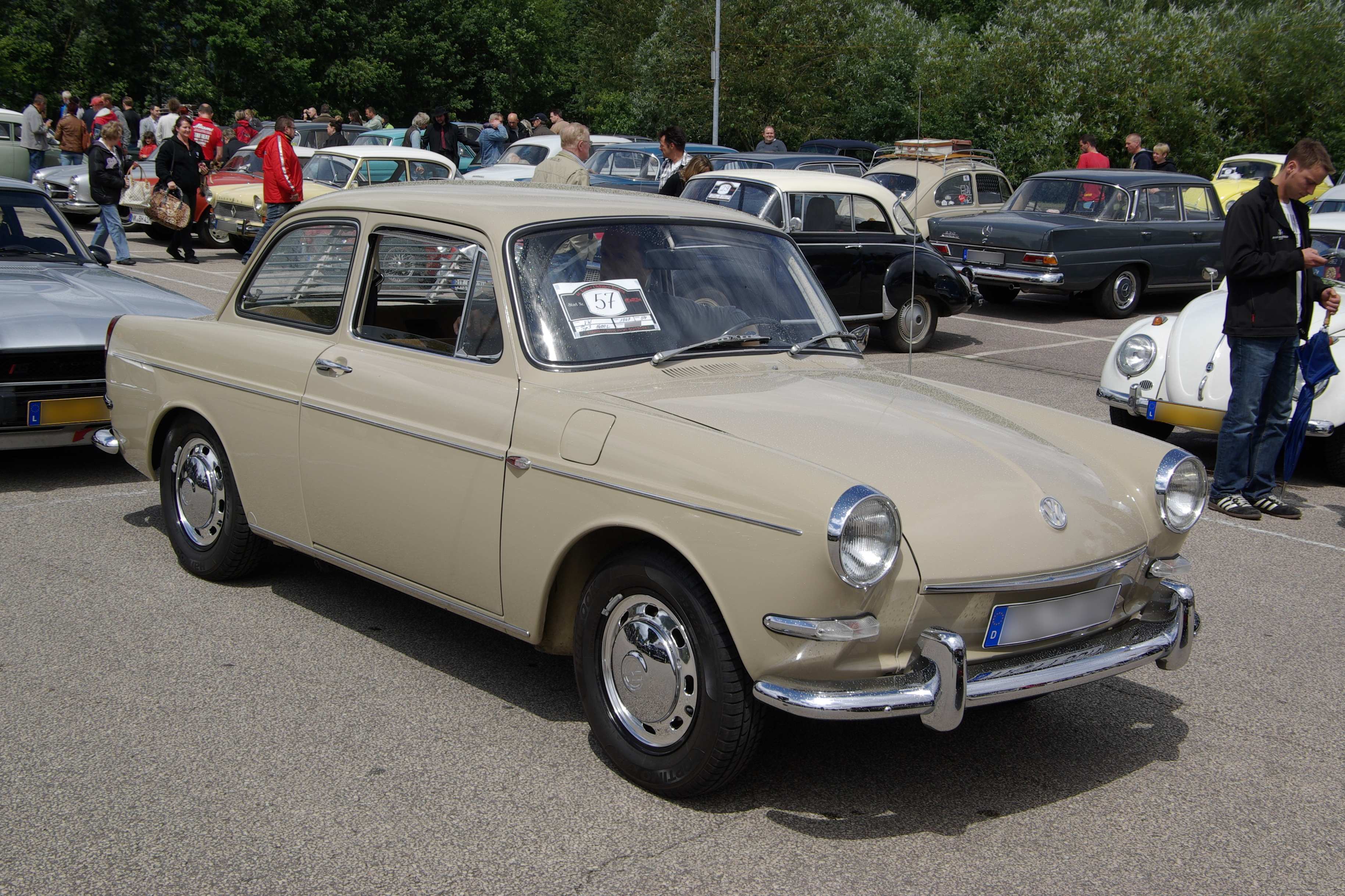
Volkswagen Typ 3 1600

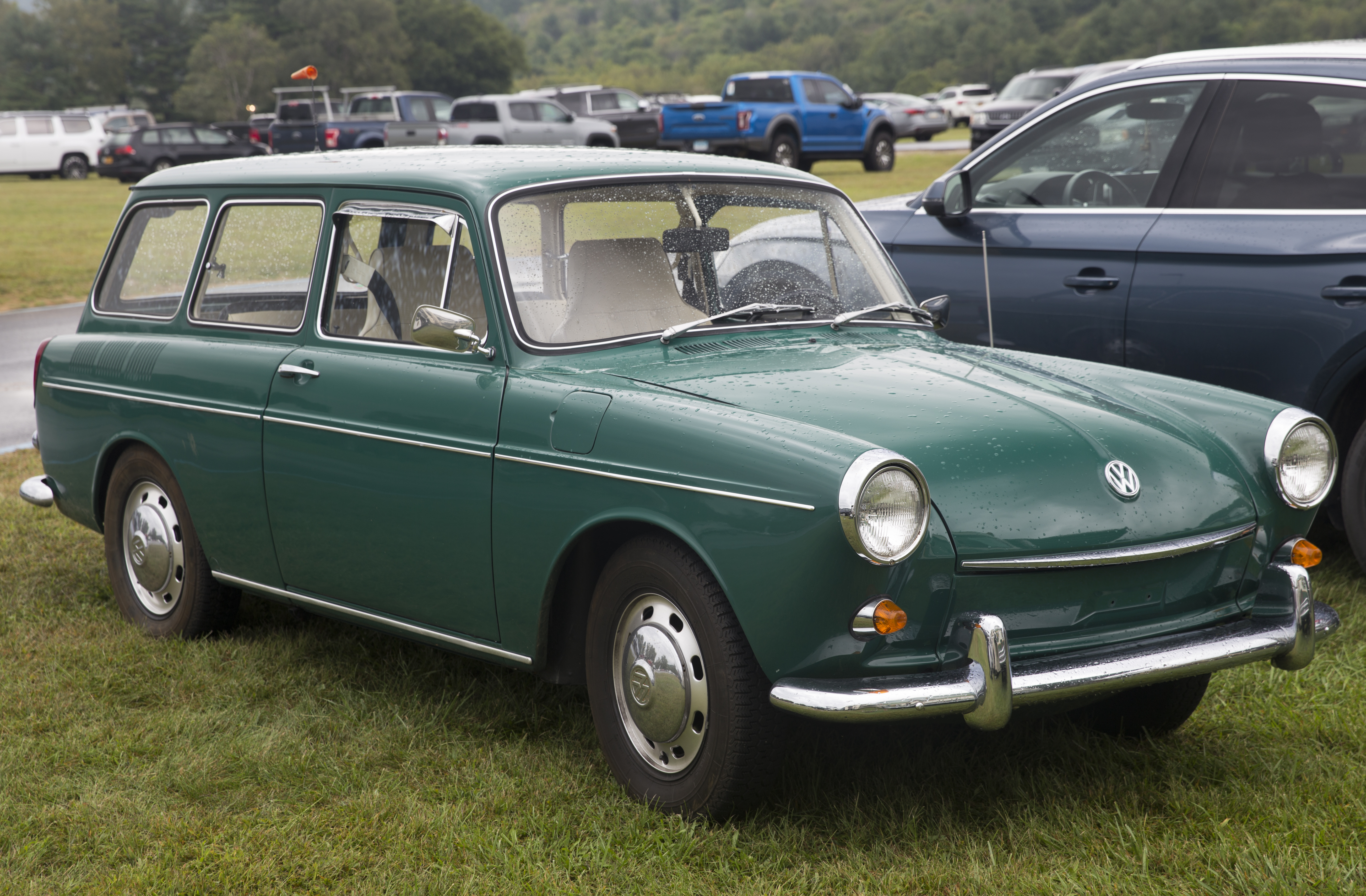
Volkswagen Typ 3 Variant

Автомобіль Volkswagen 1500 вперше був представлений на 40-му Міжнародному автосалоні у вересні 1961 року у Франкфурті. До липня 1973 року виготовлено майже 2,6 мільйона автомобілів.

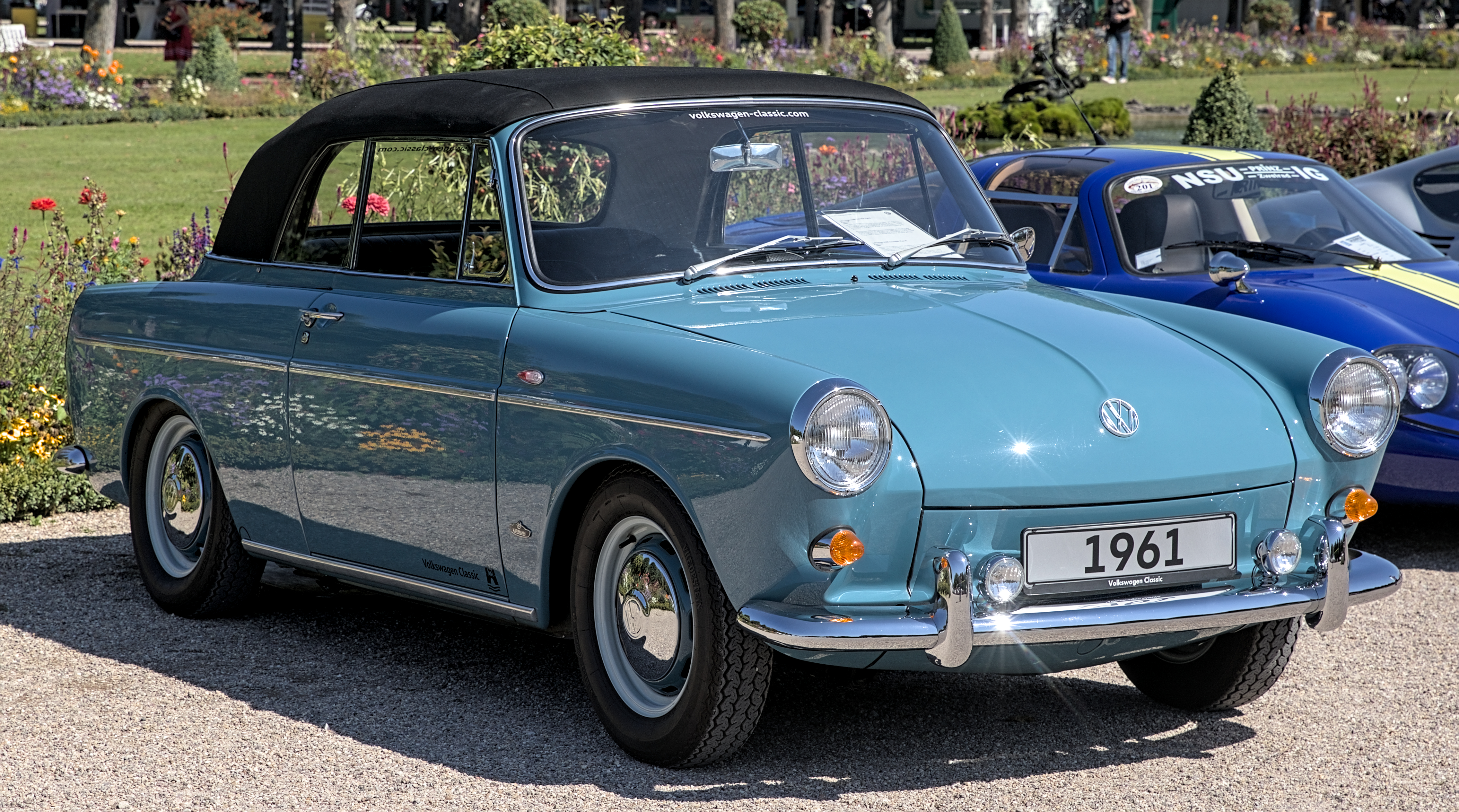
Volkswagen Type 3 Cabriolet (1961)

Автомобіль комплектувався бензиновими чотирьох циліндровими двигунами повітряного охолодження об'ємом 1,5 та 1,6 л розташованими в задній частині автомобіля і 4-ст. МКПП або 3-ст. АКПП.
Нумерація моделей:
Typ 1, відомий як Volkswagen Käfer, Typ 2, відомий як Volkswagen Transporter і представлений в 1968 році Typ 4 (Volkswagen 411, з 1973: Volkswagen 412).

## Ресурси Інтернету
- Offizieller Volkswagen-Steckbrief zum Typ 3
- brasilianische Seite mit Zeittafel und vielen Bildern aller Modellvarianten
- deutschsprachige Seite mit Modellübersicht und Bildgalerie brasilianischer Volkswagen [Архівовано 4 травня 2013 у Wayback Machine.]